# IC 4568
IC 4568 ist eine Spiralgalaxie vom Hubble-Typ Sb im Sternbild Nördliche Krone am Nordsternhimmel. Sie ist schätzungsweise 424 Millionen Lichtjahre von der Milchstraße entfernt.
Das Objekt wurde am 25. Juli 1895 von Stéphane Javelle entdeckt.